# Il ragno d'oro
Il ragno d'oro è un romanzo di Giuseppe Pederiali del 1989.

## Trama
A Finale Emilia, in provincia di Modena, vive Emiliana Bombarda, una giovane di grande avvenenza ma di umili condizioni, che si arrabatta a guadagnarsi la vita con ingaggi da valletta e da modella. Emiliana spera che un giorno vedrà un ragno color oro tessere la sua tela, segno di buona fortuna e di felicità che sta per arrivare. Emiliana è segretamente  innamorata di Yanez Golinelli, un dirigente di una locale cooperativa rossa che spesso le ha procurato del lavoro; Yanez, tuttavia, che ha fama di donnaiolo, ne sembra inconsapevole e intrattiene una relazione con Mariarita Vecchi, una donna sposata titolare di un'industria tessile. Le loro vicende s'intrecciano con quelle degli altri abitanti della cittadina, tra cui Giulia Boetti, già amante di Yanez e per questo rivale di Mariarita, suo fratello Graziano Boetti, che per passione ha aperto un salone di parrucchiere, e la fresca sposa di quest'ultimo Fiorella Ghelfi, che diviene l'amante di Gianni Vecchi, fratello di Mariarita e aspirante pilota di Formula 1.
Graziano, avendo scoperto di aver perduto l'amore della moglie, si suicida gettandosi nel Panaro. Fiorella, a quel punto, si mette apertamente con Gianni, che è scartato dalla Ferrari ma viene ingaggiato dalla Dastun con la quale corre il Gran Premio di San Marino a Imola, restando mutilato alle gambe a causa di un incidente.
Giulia, incontrando Mariarita faccia a faccia, le rivela ciò che aveva sentito da sua madre: Yanez sarebbe in realtà il suo fratellastro, frutto della relazione che Dolfo Golinelli, dipendente di casa Vecchi, aveva avuto con la moglie del suo padrone. Ciò provoca l'interruzione del loro rapporto sentimentale; tuttavia, Mariarita ottiene da Yanez una grossa somma di denaro, proveniente dal bilancio della cooperativa, con cui salvare la propria ditta dal fallimento. La cosa viene poi scoperta dalla lega delle cooperative; come conseguenza, Yanez viene costretto alle dimissioni e diventa imprenditore in proprio, rilevando un'azienda alimentare in difficoltà, la Pappadana S.p.A., che riesce a rilanciare con successo mettendosi in società con Giulia Boetti.
Resosi conto dell'amore che Emiliana prova per lui, inizia una relazione con lei e dopo qualche mese la sposa. Mentre è in attesa del loro primo figlio, ella gli racconta di aver visto il ragno d'oro.

## Personaggi

### Presenti
- Yanez Golinelli: dirigente della Copla (Cooperativa Produttori Uve da Lambrusco),  quarantenne, iscritto al Partito Comunista Italiano.
- Emiliana Bombarda: diciottenne di grande prestanza fisica, alta, con lunghi capelli neri e occhi verdi. Detentrice del titolo di Miss Ghirlandina, viene eletta anche Miss Emilia.
- Malnéta (cioè "mal netta", nel senso antifrastico di "poco pulita"[3]): madre di Emiliana, di professione lavandaia.
- Mariarita Vecchi: imprenditrice quarantenne, titolare delle Confezioni Minnie, discendente di una delle famiglie più in vista di Finale.
- Giampaolo Maranesi: marito di Mariarita. Si è rovinato economicamente per dagli investimenti immobiliari sbagliati, cosa che ha messo in difficoltà anche l'azienda della moglie.
- Gianni Vecchi: fratello di Mariarita, pilota automobilistico con la velleità di correre in formula 1.
- Memore Balboni detto al Rasunadór: ottantottenne in pensione, affezionato avventore del bar Roial. Deve il suo soprannome al fatto di intrattenere in lunghi ragionamenti le persone che lo cercano per un consiglio o un parere. Muore dopo pochi mesi.
- Giulia Boetti: imprenditrice, già amante di Yanez. A differenza di Mariarita, si è costruita una fortuna partendo da umili condizioni.
- Graziano Boetti: fratello di Giulia, parrucchiere.
- Fiorella Ghelfi: moglie di Graziano.
- Claudia Boetti: sorella di Giulia e di Graziano.
- Maria Boetti detta la Scavzadora[4]: madre di Giulia, Graziano e Claudia. In gioventù era serva in casa Vecchi. Inventa la storia che Dolfo Golinelli sia stato il vero padre di Mariarita per rompere la loro relazione e compiacere sua figlia Giulia. Alla fine della storia muore e il suo spirito danza in piazza con quello di Memore Balboni.
- Cinzio Gavioli: proprietario del dancing nel quale si teine il concorso che incorona Emiliana come Miss Emilia.
- Don Antonio Setti: parroco di Finale Emilia, già padrone di casa dei Bombarda.
- Ermete Garutti: insegnante e storico locale. Racconta agli avventori del bar Roial di aver visto Emiliana mentre faceva il bagno nuda nel Panaro.
- Angelino dal Cisòl: "gàino"(ossia "sciupafemmine")[5]  a cui si rivolge Emiliana per chiedergli di fare esperienza sessuale prima di concedersi a Yanez.

### Passati
- Ignazio Vecchi: medico di nobile stirpe e di opinioni politiche socialiste. Nel 1930 raccoglie dalla strada il bambino Dolfo Golinelli e lo porta a vivere nella sua tenuta.
- Dolfo Golinelli: padre di Yanez. Cresciuto in casa Vecchi, col tempo diventa un accanito lettore di Salgari dal quale mutua idee di giustizia sociale ed egualitarismo che lo portano a simpatizzare per il comunismo, pur non volendo mai aderire ad alcun partito organizzato.
- Enrico Bombarda detto il Bombardino: padre di Emiliana.

## Origine letteraria
Quella del "ragno d'oro" sarebbe una leggenda realmente diffusa nel Basso Ferrarese: si sarebbe trattato di un manufatto/talismano che avrebbe assicurato la prosperità alla città etrusca di Spina. Tale leggenda è citata dal poeta ferrarese Corrado Govoni e, in anni più recenti, ha ispirato anche il romanzo fantasy dell'autrice Sara Scaranna Il ragno d'oro e la leggenda della città perduta.
Per lo studioso dell'opera di Pederiali Giovanni Negri il "ragno d'oro" sarebbe una "simbolo della bonificazione delle Valli di Comacchio, ormai coltivate a grano color oro". Negri vi ravvisa, inoltre, uno "sdoppiamento" del personaggio protagonista (Emiliana, ma in parte anche Yanez) in due aspetti, uno più luminoso e uno più ombroso, uno legato al presente e uno ancora immerso nel passato, cosa comune anche ad altre opere dello stesso autore, come il marinaio Giovanni Scurta de Il drago nella fumana.

## Opere correlate
L'episodio del finto funerale di Mezaroia, narrato da Memore Balboni detto al Rasunadór, apriva la vicenda del precedente romanzo di Pederiali Il drago nella fumana, nel quale Balboni compariva come personaggio.

## Edizioni
- Giuseppe Pederiali, Il ragno d'oro, collana La Scala, Milano, Rizzoli, 1989.
- Giuseppe Pederiali, Il ragno d'oro, Milano, Club degli Editori, 1990.